# Bernat Comes i Puig
Bernat Comes i Puig fou un religiós franciscà català i teòric del segle xviii.
L'any 1739, a Barcelona, a la impremta dels hereus de Juan Pablo i María Martí, publicà una obra titulada Fragmentos músicos, caudalosa fuente gregoriana en el arte del canto llano cuyos fundamentos, teoría, prácticas y exemplos, copiosamente se explican...con la adición de las processiones más solemnes que en la santa Iglesia se practican.
Segons Felip Pedrell aquest tractat es tractaria d'un "plagio del tratadillo del P.Nasarre".
Les censures i aprovacions del llibre varen ser realitzades pel mestre de capella de la Catedral de Barcelona, Josep Pujol, que les va signar el 25 d'octubre de 1738, i per Bernardo Tria, prevere de l'església del Palau, a Barcelona, que les va signar el 6 de maig de 1737; també va signar a Barcelona en Salvador Figuera, mestre de capella de Santa Maria del Mar; així com Alzinet, lector d'Arts al convent Sant Francesc de Berga; en Clausells, predicador general; en Goluda cantaire jubilat; en Tapias cantaire en actiu i en Guillemas, organista de Santa Catalina.
El tractat de Bernat Comes i Puig és estudiat per León Tello juntament amb d'altres tractats teòrics importants de l'època. Diu que el devia redactar en edat avançada i que la finalitat de l'obra és sobretot pedagògica